# Asystolia
Asystolia (łac. z gr. asystole) – brak elektrycznej i mechanicznej czynności serca lub czynność serca o częstotliwości mniejszej niż 10/min. Jest częstym wtórnym mechanizmem zatrzymania krążenia. W zapisie EKG objawia się w postaci prawie płaskiej linii, zbliżonej do linii izoelektrycznej w co najmniej dwóch sąsiadujących odprowadzeniach EKG. Jej wystąpienie oznacza zazwyczaj całkowity brak czynności skurczowej serca, poza przypadkami asystolii rzekomej, kiedy to płaska linia w zapisie EKG spowodowana jest problemami technicznymi sprzętu do rejestracji EKG, złym przyleganiem elektrod do skóry lub błędami w technice badania.

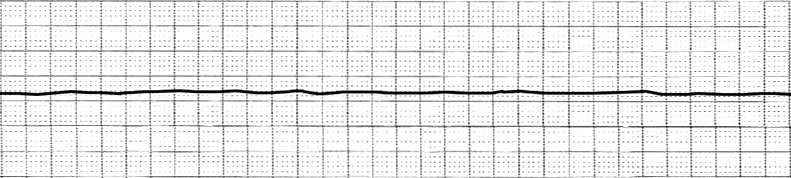
Asystolia w zapisie EKG

Czterosekundowa asystolia powoduje u ludzi zawroty głowy, a nawet utratę przytomności; trwająca dłużej jest stanem zagrożenia życia (śmierć kliniczna). W przypadku stwierdzenia asystolii, podobnie jak przy każdym zatrzymaniu krążenia, jeżeli to możliwe, identyfikuje się i usuwa jej przyczyny oraz stosuje się zaawansowane zabiegi resuscytacyjne. Podczas wystąpienia asystolii wskazane jest poszukiwanie załamków P, bowiem taki rytm nadaje się do stymulacji serca, natomiast sama asystolia nie jest rytmem przeznaczonym do defibrylacji. Przed podłączeniem stymulacji przezskórnej można zastosować stymulację mechaniczną, polegająca na uderzeniu pięścią w dolną lewą krawędź mostka pacjenta (skuteczność takiej stymulacji nie została potwierdzona badaniami). Lekiem podawanym w przypadku asystolii jest adrenalina (do 2010 roku używano też atropiny, która obecnie jest niezalecana). 
Odsetek przypadków wypisu ze szpitala po przebyciu asystolii wynosi mniej niż 2%.